# TV2 Kids
A TV2 Kids (korábban Kiwi TV) a TV2 Csoport kiskorúakat megcélzó, gyermekműsorokat sugárzó csatornája.
A csatorna hangja Sallai Nóra, akit balesete miatt Böhm Anita (a TV2 Séf női hangja) helyettesít 2024 óta. A csatorna reklámidejét az Atmedia értékesítette 2024. január 1-ig, onnantól a csatorna reklámmentes lett.

## Története

### Kiwi TV

A csatorna logója Kiwi TV-ként

A csatorna első jele 2016. április 25-én kezdődött, amely ugyanazon a napon levédették a csatorna nevét. 2016. május 9-én, 1 nappal a csatorna indulása bejelentése előtt levédették a lufis kinézetű logóját, amely később elvetették. 2016. május 10-én a Media Hungary 2016 konferencián jelentették be a csatorna indulását.  A csatorna akkori logója 2016. augusztus 11-én levédették a Szellemi Tulajdon Nemzeti Hivatalánál. 2016. szeptember 12-én jelentették be, hogy szeptember 26-án indul el.
A csatorna 2016. szeptember 26-án 13 órakor indult el A dinoszauruszok királya című rajzfilmsorozattal.
Eredeti arculatát az Umbrella tervezte, melyet 2018. október 29-ig használt. Onnantól kezdve a 2D-s animációkat egy CGI-s világ váltotta fel, amelynek főszereplői Kati és Koati (ezt az arculatot használja a TV2 Kids is). Az arculatokban a logó azóta 3D-ben jelent meg. Az arculat tervezője a Play Dead volt.
A csatorna - a TV2 többi kábeladójával együtt - a román CNA médiahatóság felügyeletéhez került, ami miatt furcsa módon válogatás nélkül minden egyes meséhez alkalmazásra került - szülői engedéllyel és nagykorú felügyelettel megállapított - román AP korhatár. Még teljesen gyermekbarát rajzfilmeknél is, miközben a TV2 mozicsatornái eléggé sokféle tartalmat megengednek már az AP-hez is. Feltételezhetően a TV2 pedig hasonló vetítés érdekében a hétvégi matinéhez ezért lát el mindent magyar 12+ korhatárral, pedig mindez a legtöbb rajzfilm esetében drákói túlzásnak vélhető.

### TV2 Kids
2019. december 17-én a TV2 a TV2 Comedyvel együtt védette le a TV2 Kids logót és nevet.
A Humor+ TV2 Comedyre átnevezésének bejelentésekor sejteni lehetett, hogy a Kiwi TV-t is előbb-utóbb átnevezik. 2020. június 4-én jelentették be a csatorna TV2 Kidsre való átnevezését, ez része a csatornaportfólió TV2-sítési folyamatának. Augusztus 3-án a TV2 közzétette a csatorna előzetesét is. A TV2 Kids 2020. augusztus 17-én 05:00-kor vette át a Kiwi TV helyét. 
2022. március 16-ától a sorozatok visszanézése csak a TV2 Play Prémium hozzáférésével érhető el.

## Műsorkínálata
A sugárzott sorozatok többsége nem országos premierként debütált, hanem már más, magyar csatornák által bemutatott és szinkronizáltakat sugároz. Több sorozata a TV2 gyerekeket megcélzó műsorblokkja, a TV2 Matiné kínálatából került a TV2 Kids-re.